# サモンナイト クラフトソード物語
『サモンナイト クラフトソード物語』（サモンナイト クラフトソードものがたり）は、バンプレスト（後のバンダイナムコエンターテインメント）から2003年4月25日に発売されたゲームボーイアドバンス用ゲームソフト。

## 概要
2004年11月3日には廉価版（BANPRESTO BEST）が発売されている。また、後日談を描いた小説も発売されている。
サモンナイトシリーズの外伝の一つで、ジャンルは「武器創造バトルRPG」。続編に『サモンナイト クラフトソード物語2』、『サモンナイト クラフトソード物語 〜はじまりの石〜』も発売されているが、物語としての繋がりはない。キャラクターデザインは大塚真一郎。
本編シリーズとは同一の世界観であり、『サモンナイト』『サモンナイト2』の登場人物・設定が本作にも登場する。また、後のサモンナイトシリーズにて本作の設定がフィードバックされており、「鍛冶師」「ワイスタァン」といった単語のみならず、『サモンナイト5』にはワイスタァン出身の末裔が主要人物として登場する。
護衛獣のシュガレットが女性主人公に対しても許婚と言い張ったり、女性主人公の場合のみ女性とのキスイベントがあるなど、百合描写が多めの作品である。

## ゲームシステム

### フィールド
夜会話
各話の最後には登場人物と2人きりで話をすることができる。その人物のことをより深く知ることができるイベントである。
ハンマーアクション
ダンジョンのタル・木箱はハンマーで破壊することができる。

### 武器
武器作成
武器を作成するには「秘伝」と材料の「鉱石」が必要となる。秘伝はブロンから貰えるほか、対戦相手の武器を破壊したり、街の人の頼みを聞くことで入手することができる。材料はダンジョンのタルや木箱を破壊したり、ダンジョンを徘徊するモンスターを倒すことで入手できる。また、1度完成させた秘伝はその武器の材料に加え「魔鉱石」というアイテムを揃えることで、属性の付いた武器を作成可能となる。
耐久度
武器には耐久度という数値が存在し、相手への攻撃やガードによって減少していく。戦闘中に耐久度が0になると武器は壊れてしまうが、0になる前に戦闘を終わらせれば全回復する。
熟練度
敵に攻撃をヒットさせると武器の熟練度が上がっていく。熟練度を上げると耐久度の減少率が低下し、相手へのダメージが上昇する。

### 戦闘
戦闘は対戦型格闘ゲームのような形式である。武器は装備した3本から1本を選んで使用する（自由に切り替え可能）。他の行動としては、「ガード（受けるダメージを減らす）」、「アイテム」、「魔法」が可能。
敵に攻撃を行いHPを0にすると戦闘終了となるが、武器を持った相手の場合、武器の耐久度を0にすることでも勝利できる。

## 世界観
剣の都・ワイスタァン
リィンバウムのいずれの国家にも属していない海上都市。都市自体の重みによって、年々少しずつ沈下しているため、上に上にと建設が進められている。
鍛冶師（かじし / マイスター）
ただの鍛冶職人と違い、ワイスタァンの鍛冶師は優れた戦士であることも求められる。鍛冶師自身が実際に武器を使うため、ワイスタァン製の武器の水準は高い。
召喚獣
鍛冶師は召喚獣の力を借りることで、一般的な武具より品質が高いものを製作できる。そのため、鍛冶師には召喚師ではないながらも護衛獣を持つ者が多い。中には召喚獣ではない者と協力して武具を作る場合もある。
鍛聖（たんせい）
ワイスタァンの最高評議会も兼ねる鍛冶師の総称。騎士団としての役割も担い、ワイスタァン住民の憧れと尊敬の対象でもある。全部で7人おり、通称「七鍛聖」と呼ばれている。それぞれに二つ名が付けられており、金剛、黒鉄、水晶、翡翠、紅玉、青玉、琥珀の7種類がある。その中でも「金剛」は鍛聖の頂点に位置している。今回のトーナメントでは、鍛聖の1人であったシンテツが死亡してしまったため、空位である「黒鉄の鍛聖」の座を巡って戦いが繰り広げられることとなる。
銀の匠合
ワイスタァンに2つある鍛冶師の連合組合の一つ。職人気質の鍛冶師が集まっている。主人公はこちらの匠合に属する。金の匠合のやり口を快く思っていない。
金の匠合
もう一つの鍛冶師の連合組合。粗悪品を高値で売って金を儲けており、金を稼ぐのが目的の鍛冶師が所属している。ただし、ワイスタァンの武器水準は高いので、粗悪品といってもそれなりの性能があるのは事実。

## ストーリー
海上に浮かぶ剣の都ワイスタァンでは、鍛冶師の代表者である鍛聖を決めるトーナメントが開催されることになった。主人公の父・シンテツは黒鉄の鍛聖と呼ばれていたが、3年前に失踪してしまっていた。新米鍛冶師である主人公は、父の意志を受け継ぎ、このトーナメントに出場して鍛聖を目指す。トーナメント中の様々な出来事で、主人公はこの海上都市の秘密、そしてトーナメントの真の目的を知ることになる。

## 登場キャラクター

### 主人公
銀の匠合の頭領の元で修行をしている新米鍛冶師。13歳。父は先の黒鉄の鍛聖・シンテツ。いずれは父のような最高の鍛冶師になることを目標としている。名称変更可。
クリュウ
男性主人公。大人しいが、いつも前向きな少年。青を基調とした服装をしている。
人気投票での順位は12位。
プラティ
女性主人公。明るくてお調子者だが、優しい普通の女の子。赤を基調とした服装をしている。
人気投票での順位は5位。

### 護衛獣
本来は主人公の父・シンテツの護衛獣であったが、主人公の召喚に応じてリィンバウムにやってきた。
ザンテック
機界・ロレイラルの護衛獣。
可愛い顔をしており、台詞は「☆」と「★」だけで表現しているが、主人公とアマリエには言っていることが分かる。性別は男。
無邪気で健気な性格で、主人公を親友と認識していろいろ支えていこうとする。占い機能付き。普段行動しているのは頭部ユニットのみで、実は胴体ユニットがあり、それと合体すると名前が「ザーティルド」となる。ロレイラルでは機械兵士が4体で一つの部隊として行動していて、ザンテックは隊長機として指示を出していた。
人気投票での順位は18位。
ラショウ
鬼妖界・シルターンの護衛獣で、「ゴケイザンにこの者あり」と言われた若き鬼王。若いといっても鬼妖界での基準であり、実際は数百年生きている。
口は悪いが、主人公の母・アマリエのことだけは敬っている。
オフィシャル設定資料集にあるデザイナーのコメントによると初期段階のデザインは少年キャラだった。
人気投票での結果は10位。
シュガレット
霊界・サプレスの護衛獣。悪魔でも天使でもない種族・妖姫（ジニー）である。シンテツと結婚したいと思っていたが、シンテツが死んだため、シンテツの遺言によって主人公と結婚したいと考えた。
自称「主人公の許嫁」。嫉妬深いのが玉に瑕。
人気投票での順位は1位。
クッティ
幻獣界・メイトルパの護衛獣。その名の通り「クッティ」という動物で、鳴き声も同じ（似ているものは「クティ」、「クー」）。このゲームのマスコット的存在。知能はイヌ程度。夜会話の最後にはほぼ必ず寝る。ショッピングに敏感だったり、自分に対する都合が悪くなると主人公を殴るなど、気分屋で癖のある性格。性別はオス。
赤い帽子をかぶっており、木の実でできたトゲつきのボクシンググローブをはめている。本来は人間に慣れにくい動物だが、主人公とその周辺の人々にはよく懐いている。
オフィシャル設定資料集にあるデザイナーのコメントによると初期段階の名前は「かるかん」。
人気投票での順位は14位。

### 鍛聖
シンテツ
先代の黒鉄の鍛聖。享年39歳。主人公の父親で3年前に死亡している。人々から尊敬される大人物だった。
人気投票での順位は21位。
サクロ
青玉の鍛聖。22歳。シンテツは彼の師匠で、かつて共に戦ったことがある。使用武器は料理に使う「おたま」（ゲーム中では剣の扱い）。
最初の修行がカレー作りだったということもあり、リィンバウムに名もなき世界の料理であるカレーを広めようとしている。
人気投票での順位は6位。
リンドウ
金剛の鍛聖。普通に接しているとただの優しいお爺さんにしか見えないが、相当な実力を持つ偉い方。
人気投票での順位はランク圏外。
ルベーテ
琥珀の鍛聖。36歳。腕は確かなのだが、性格にかなり問題がある。金剛の鍛聖の座は自分にこそ相応しいと思っている。
武器はドリルを愛用。護衛獣は雷精霊ブラックタケシー。
人気投票での順位は22位。
ウレクサ
翡翠の鍛聖でルマリ（後述）の弟。25歳。才能を認められて鍛聖に就任した若き鍛冶師。都の女性からの人気が高い。
自分で作った歪で少々変わったデザインの槍を使う。護衛獣は幻精ポワソ。
人気投票での順位は7位。
テュラム
水晶の鍛聖。ウレクサの姉・ルマリとは恋人同士。武器はナックルでラジィの師匠。
ウレクサが姉を助けられなかった鍛聖達に復讐を仕掛けようとしていると疑っている。
人気投票での順位はランク圏外。

### 銀の匠合
ブロン
銀の匠合の頭領で主人公の親方。鍛冶師の技術を教えてくれる。鍛冶師としての実力はかなりのもので、昔は鍛聖候補だった。しかし鍛聖になることを辞退し代わりにルベーテがその座に就くことになった。主人公の母・アマリエに告白（らしき）言葉を言っているが、うまくあしらわれている。
人気投票での順位は19位。
サナレ
勝気で強気な女の子。15歳。最初は嫌味なところがあったが、徐々に主人公と仲良くなっていく。ブロンに誉められるほどの剣を作る。護衛獣は鬼精ミョージン。
人気投票での順位は8位。
ラジィ
ブロンの妹の子供。11歳。花が好きで、剣の都を花でいっぱいにするのが夢。人懐っこい性格。使用武器はナックル。一人称はボクと言っており、外見も男の子に見えるが、実は女の子。
人気投票での順位は3位。
ハリオ
銀の匠合に所属する鍛冶師。ヘリオの双子の姉。16歳。関西弁で話す。青を基調とした服装をしている。使用武器はドリル。
人気投票での順位はヘリオとペアで17位。
ヘリオ
銀の匠合に所属する鍛冶師。ハリオの双子の妹。16歳。丁寧な口調で話す。黄緑を基調とした服装をしている。
人気投票での順位はハリオとペアで17位。

### 金の匠合
ヴァリラ
金の匠合所属の天才少年。15歳。かなり横柄な口調で話す。自分自身で武器を鍛えず、部下に鍛えさせている。金の匠合の長であるリボディの息子でもある。
主人公との港での対戦の後、主人公をライバル視している。その一方で、自分で武器を鍛えることの大切さを知り、金の匠合のやり方に疑問を持つようになる。護衛獣はテテ。使用武器は槍。
人気投票での順位は4位。
チェベス
金の匠合に所属する鍛冶師。16歳。自作の無骨な大剣を使う。
人気投票での順位は24位。
ケノン
金の匠合に所属する鍛冶師。16歳。鍛冶師としては未熟ながらも、戦闘の腕はヴァリラが賞賛するほど。三枚刃の斧を使う。
人気投票での順位は13位。
リボディ
金の匠合の長で、ヴァリラの父親。48歳。ルベーテ曰く「鍛聖になり損ねた男」。典型的な王様といった外見と性格をしている。
ヴァリラとの夜会話を経たルートで、なぜ彼が新米鍛冶師の武器を安く買い取り、それを高値で他の国々に売りさばき、金儲けに執着しているのかが明らかになる。
人気投票での順位はチェベスと同票数だが25位。
ナシュメント
リボディの執事。44歳。リボディに雇われる前はある王国の騎士をしていた。そんな経歴故か主人のリボディに対しての忠誠心はかなり厚い。
人気投票での順位は23位。

### その他のキャラクター
アマリエ
主人公の母。36歳。常に笑顔を絶やさず、芯が強い女性。銀の匠合の頭領・ブロンの求愛をやんわりと断り続けている。
人気投票での順位は15位。
コウレン
主人公に度々出会う謎の女性。26歳。正体は紅玉の鍛聖であり、サナレの姉でもある。
人気投票での順位は20位。
ルマリ
翡翠の鍛聖・ウレクサの姉で、水晶の鍛聖・テュラムの恋人。「魔迅槍（まじんそう）」と呼ばれるほどの槍の使い手で、先代の翡翠の鍛聖でもあった。現在は病床に伏しており、テュラムがその看病をしている。
人気投票での順位はランク圏外。
バードンレル
ルギスタ島にある小さな村の村長で、シンテツの弟子。
人気投票での順位はランク圏外。
エクレーヌ
バードンレルの娘。ヴァリラに想いを寄せる。
人気投票での順位はランク圏外。
パリスタパリス
剣の都ワイスタァンの地下深くに眠る強大な炎の力を宿す精霊。剣の精霊でもある。シンテツの作った3本の剣により現在は封印の迷宮の地下深くに封印されている。全ての鍛冶師達はこのパリスタパリスの炎の力により、タタラを用いて武器を作っている。
人気投票での順位はランク圏外。
キュハイラ
言い伝えにある氷の精霊。パリスタパリスとは対の存在だがそれ以外のことは不明。
人気投票での順位はランク圏外。

### サイジェントの勇者
サモンナイトシリーズ第一作『サモンナイト』の主人公で、名もなき世界から召喚された高校生。四界のエルゴから認められた誓約者（リンカー）でもあるが、その事を知る者は少ない。出てくるのは1人だけで、ストーリー中盤の質問にどう答えるかでその後のイベントで登場するキャラクターが決まる。
新堂 勇人（しんどう はやと）
『サモンナイト』・男性主人公の一人。さっぱりした気性の少年。
人気投票での順位は2位。
深崎 籐矢（ふかざき とうや）
『サモンナイト』・男性主人公の一人。冷静沈着な少年。
人気投票での順位は16位。
橋本 夏美（はしもと なつみ）
『サモンナイト』・女性主人公の一人。楽天的な性格の少女。
人気投票での順位は9位。
樋口 綾（ひぐち あや）
『サモンナイト』・女性主人公の一人。大人しく、ロマンチストな少女。
人気投票での順位は11位。

## 関連商品

### 攻略本
- サモンナイト クラフトソード物語 パーフェクトガイド
- サモンナイト クラフトソード物語 -Create Edition-

### 小説
『サモンナイト クラフトソード物語 私たちの海上都市』
著者：寺田とものり / カバー&口絵イラスト：大塚真一郎 / 本文イラスト：外崎春雄 / 出版：集英社
ゲーム本編の後日談に当たり、その時に起きた事件を主人公のプラティと護衛獣のシュガレット達が追っていく。誓約者のナツミと彼女のパートナーであるソル、そして小説で初登場となる新キャラクターも登場する。